# The Fable of the Preacher Who Flew His Kite But Not Because He Wished to Do So
The Fable of the Preacher Who Flew His Kite But Not Because He Wished to Do So è un cortometraggio muto del 1916. Il nome del regista non viene riportato.
Il soggetto è tratto da una storia dello scrittore George Ade.

## Produzione
Il film fu prodotto dalla Essanay Film Manufacturing Company.

## Distribuzione
Distribuito dalla General Film Company, il film - un cortometraggio di una bobina - uscì nelle sale cinematografiche USA il 3 maggio 1916.